# Міський громадський транспорт Південної Кореї

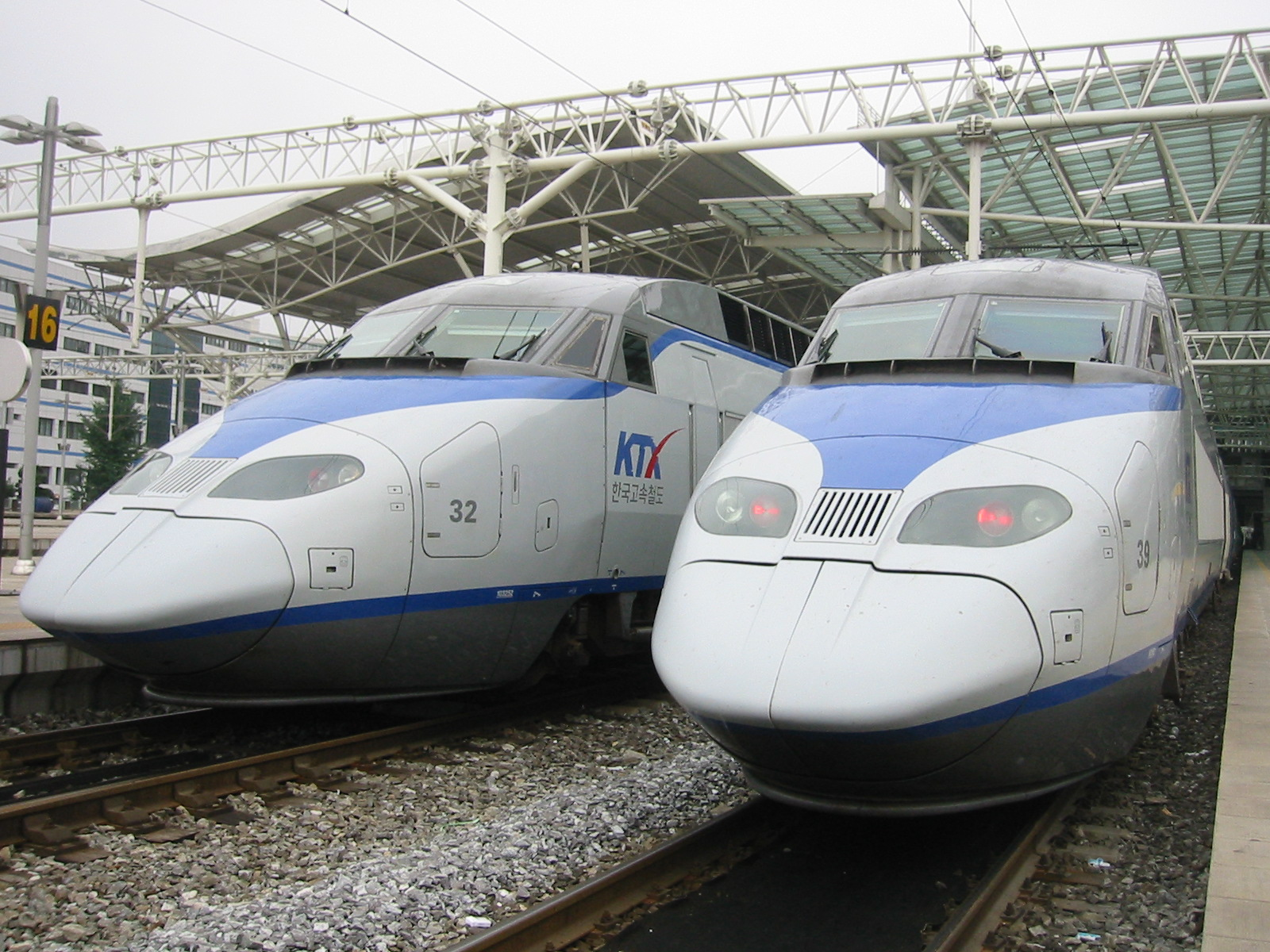
Потяги Korea Train Express

Громадський транспорт у Південній Кореї включає у себе автобуси та метро. До цього визначення належать усі транспортні засоби що забезпечують перевезення населення. Спектр громадського транспорту є широким, включаючи повітряний, морський та автомобільний. Поряд із швидким зростанням Південної Кореї, громадський транспорт також розвивався, щоб полегшити пересування людей.

## Історія
Після промислової революції у Кореї почали стікатися до центру міст у зв'язку з кількістю підприємств у центрах міст. Працюючі люди оселялися навколо фабрик, а промисловість зростала швидкими темпами. У міру того як промисловість розвивалася, люди залишали села та переїжджали працювати у промислові міста, оскільки сільська місцевість була доволі бідною. Більше ніж половина населення Сеулу переїхала до нього за останнє десятиліття.  У зв'язку зі стрімким зростанням населення яке подорожує країною, виникла потреба в транспортуванні великих груп людей. Для швидкого пересування людей по містах був запущений громадський транспорт. Після цього люди почали селитися біля нових станцій. Зростання населення у великих містах тривало, і для переміщення цих людей було потрібно більше транспорту.

## Автобуси

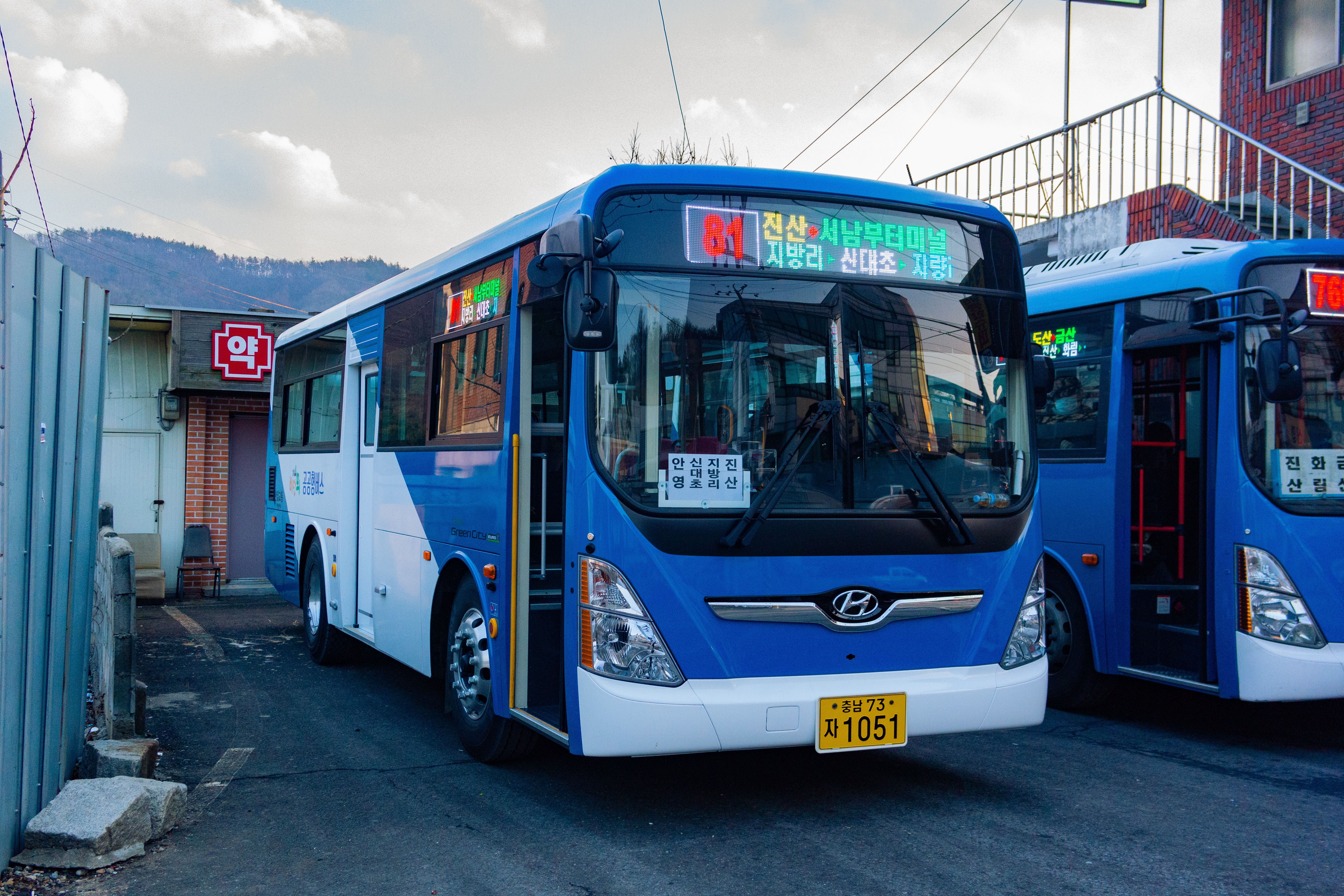
Автобуси у Південній Кореї

### Статус
Автобус є одним з найпопулярніших та найпоширеніших транспортних засобів у Південній Кореї. У країні є декілька типів автобусів: Міські автобуси, міжміські автобуси та експрес автобуси.

### Тарифи

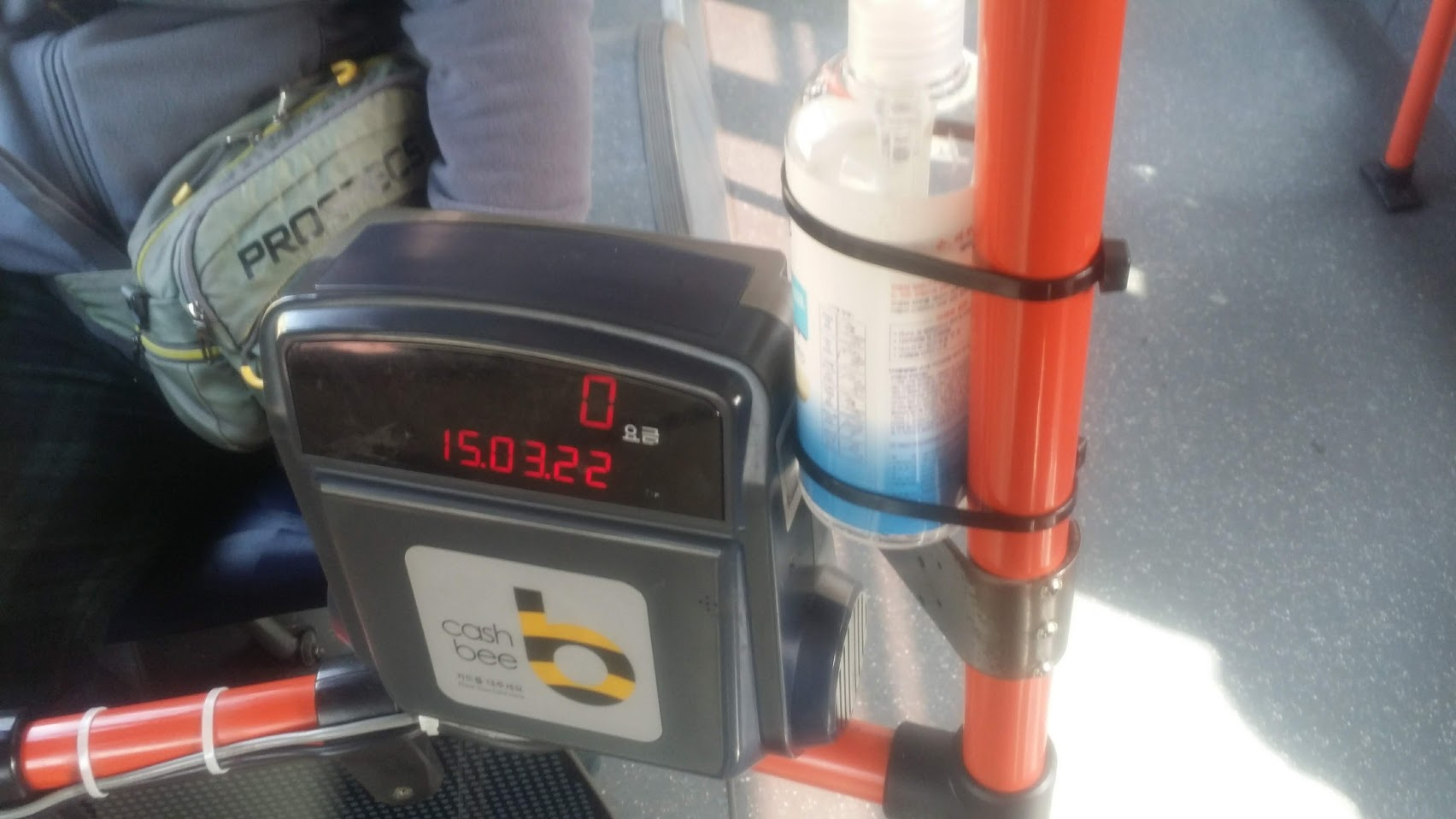
Термінал оплати в автобусі

Вартість проїзду в автобусах залежить від типу автобуса, способу оплати та віку пасажира. Пасажири оплачують проїзд вставивши картку у термінал попередньо поповнивши її на картковому автоматі. Також для купівлі квитків є додаток для бронювання автобусів. Додаток має просту функцію оплати, а пасажири можуть швидко зробити бронювання, вибравши дату посадки та місце. На зупинках є автомати, за допомогою котрих пасажири можуть перевірити залишок коштів на своїх картках. Крім того, на електронному табло відображається час прибуття та кількість місць, що залишилися в автобусах на відповідній зупинці.

## Метро

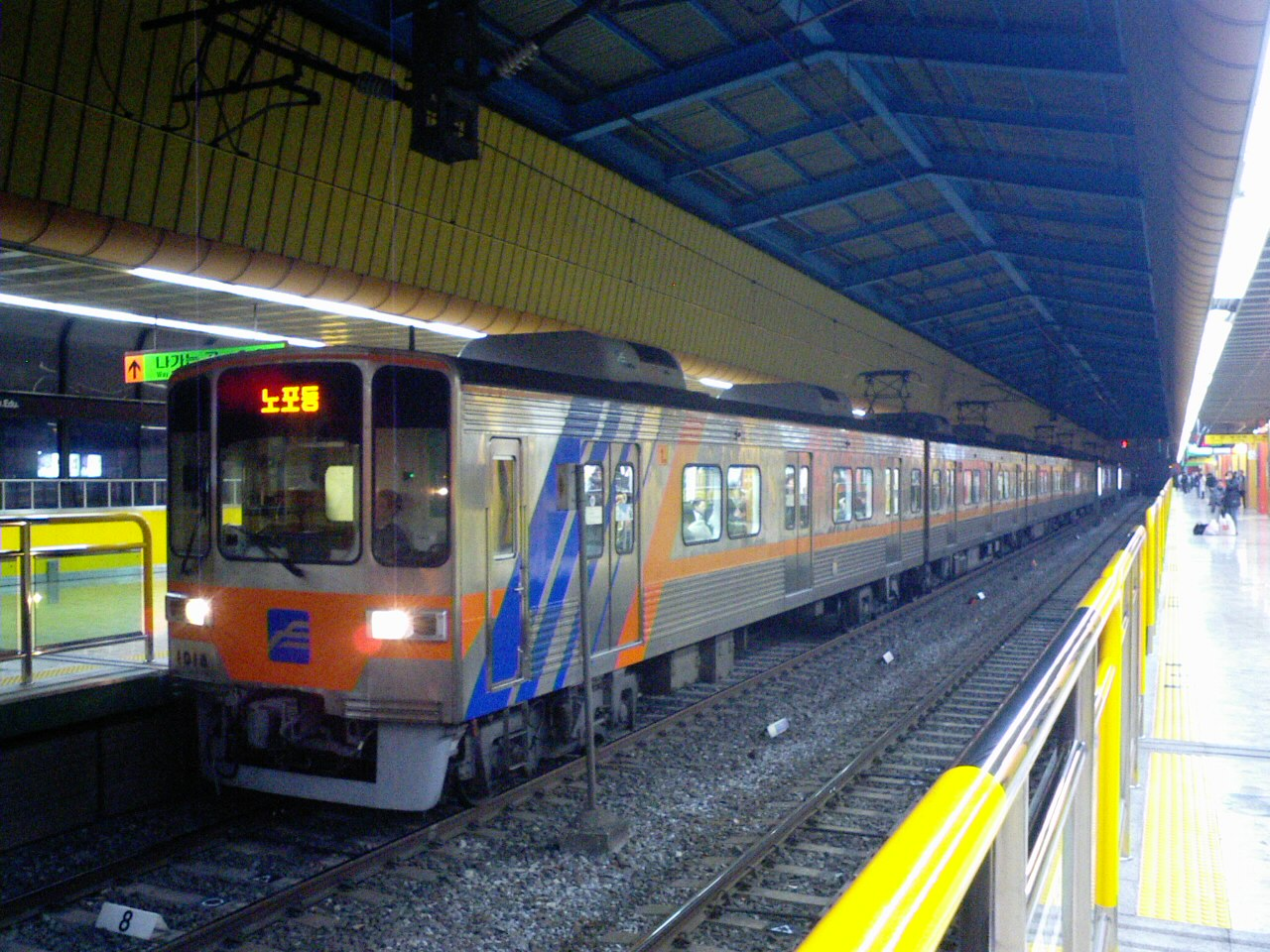
Метро Пусану

### Статус
Метрополітен також є одним з найпопулярніших видів транспорту у Південній Кореї. Головна перевага цього виду транспорту в тому, що він може обслуговувати більшу кількість людей. Однак на будівництво інфраструктури метрополітену йде багато часу і коштів. Витрати на будівництво покриваються за рахунок податків місцевих органів влади, центрального уряду, компаній та пасажирів.

### Безпека
Метро Кореї є доволі безпечним. Однак метрополітен вимагає більшої обережності, ніж інший громадський транспорт, через випадки сходження з рейок, відключення електроенергії, обвалення тунелю та зіткнення, і тому в метрополітені задіяно достатньо технологій безпеки. На всіх станціях встановлені двері-сітки, що запобігають врізанню поїзда в колії. Завдяки використанню подвійної колії, лобові зіткнення трапляються вкрай рідко знижують ризик зіткнень і сходження з рейок ззаду за рахунок зниження швидкості роботи. Через можливе виникнення пожеж, тому в системі передбачені місця для евакуації.

### Тарифи
Метрополітен використовує аналогічну систему оплати проїзду, що і автобуси. Пасажири можуть розплачуватися тими ж транспортними картками, а на станціях метро також є автомати, які використовуються для поповнення балансу картки. При пересадці з однієї лінії на іншу пасажири не зобов'язані сплачувати інший тариф, якщо вони пересаджуються протягом певного часу (який відрізняється в різних регіонах). Ця система діє і при поїздці в автобусах.